# Le Siècle
Pour les articles homonymes, voir Siècle (homonymie).
Pour le journal, voir Le Siècle (journal).
Le Siècle est un club français fondé en 1944 par le journaliste Georges Bérard-Quélin.
Cette association regroupe des dirigeants politiques, économiques, culturels et médiatiques.
En 2020, il compte 766 membres et invités (membres non encore définitivement admis). Son unique activité est d'organiser chaque mois un dîner entre ses membres. Il est régulièrement décrit par la presse comme un lieu élitiste,,.
Son président actuel est Véronique Morali.

## Histoire
L’association Le Siècle est fondée à la Libération le 2 septembre 1944 et déclarée le 2 février 1946 par d’anciens résistants réunis autour du journaliste et résistant Georges Bérard-Quélin,. Des rencontres avaient déjà eu lieu depuis le 18 août 1944 au domicile de Bérard-Quélin, et rassemblaient six hommes et une femme, Yvonne Dornès, féministe et franc-maçonne, créatrice de la revue Planning familial.
Si des dîners rassemblant des pans de l'élite existaient déjà par le passé, Bérard-Quélin souhaite que Le Siècle soit transpartisan et permette aux différents partis, qui étaient très opposés à la Libération, de se rencontrer et d'échanger, cela pour « favoriser la rencontre de celles et ceux attentifs à la vie publique » en un « lieu d'excellence démocratique ».
Le Siècle correspond à ce que l’histoire et la sociologie politique appellent des « lieux de sociabilité » des élites[réf. nécessaire] : Le Siècle est « un point de rencontre obligé pour ceux qui aspirent à diriger et ceux qui veulent continuer à le faire ».
Le Siècle rassemble peu d'individus sous la Quatrième République mais prend en importance avec les années. Les premiers gouvernements de la Cinquième République comptaient 20 % de membres du Siècle dans leurs rangs environ. La proportion croît pour atteindre 58 % sous le gouvernement Raymond Barre 3. La proportion oscille entre le tiers et la moitié des ministres, avec un pic à 72 % sous le gouvernement Édouard Balladur.
Au 1er janvier 2011, Le Siècle comptait 751 membres et 159 invités qui attendaient une décision sur leur admission en tant que membre. Au 1er janvier 2020, Le Siècle comptait 566 membres et 161 invités.
Les dîners du Siècle sont interrompus durant la crise sanitaire relative au coronavirus après le 831e dîner du 26 février 2020, dont la tenue est critiquée par Mediapart pour son non-respect des règles sanitaires.
En janvier 2021, le constitutionnaliste Olivier Duhamel, président depuis 2020 et membre depuis 1983, démissionne de la présidence du club à la suite d'accusations de viol et d'agressions incestueuses,. Ce scandale entraine également la démission de deux de ses proches du conseil d'administration, Marc Guillaume et Jean Veil. Nicole Notat et Denis Kessler sont rappelés au conseil d'administration pour les remplacer.

## Objectif
La maire de Lille, Martine Aubry, a déclaré que l'objectif du Siècle était de faire communiquer des personnes avec des avis opposés. Elle affirmait ainsi que « c’était très intéressant. Je me retrouvais à des tables avec des gens extrêmement différents […]. L’initiative peut être perçue comme totalement élitiste, mais cela reste un vrai lieu de rencontre. J’y ai beaucoup appris. Car, pour moi, la vraie intelligence, c’est d’essayer de comprendre des gens qui ont une logique différente ».

## Organisation
Le Siècle est une association loi de 1901 ayant son siège au 13 avenue de l'Opéra, dans le 1er arrondissement de Paris. Le conseil est composé de 15 ou 16 personnes choisies par cooptation.

### Recrutement
Le conseil d'administration, qui se réunit une fois par mois, décide du recrutement de nouvelles personnes en examinant le dossier de chaque postulant. L'acte de candidature ne peut être spontané. Le postulant est sélectionné par deux membres du Siècle, dont, obligatoirement, un membre du conseil d’administration. L’admission est soumise à un vote : chaque membre du conseil d’administration dispose d’une boule noire (refus) et d’une boule blanche (acceptation). Chaque boule noire vaut deux blanches. Théoriquement il faut donc avoir 67 % de boules blanches pour l’emporter, mais en pratique trois boules noires valent automatiquement décision de refus pour éviter les tensions internes. Le candidat ne devient pas membre à ce moment, il est simplement « invité », situation qui peut durer plusieurs années. Le statut de l’invité est à nouveau examiné : il peut alors être coopté comme membre ou remercié. Le statut de membre n’est pas définitif.[réf. nécessaire]
Bien que présentes les premières années du Siècle, les femmes y ont ensuite été interdites de 1949 à 1983,. Cette interdiction entrainera la démission de Robert Badinter en 1979 et deux ans après l'arrivée de la gauche au pouvoir, elles y sont réadmises,. En 2011, Nicole Notat devient la première femme à être élue présidente.
Les communistes en sont exclus jusqu'à leur entrée au gouvernement en juin 1981,.
En 2020, aucune personnalité de l'extrême gauche ou de l'extrême droite n'a été membre du Siècle. Les Verts ne sont pas non plus représentés.
On trouve dans ce club un grand nombre de noms du monde politique, de la finance mais aussi de la justice, ou encore le directeur général de Twitter France, la présidente de la CNIL,.

### Financement
Les membres du Siècle assurent le financement de l’association grâce à une cotisation mensuelle de 220 €. Les convives règlent leur dîner .

### Dîner mensuel

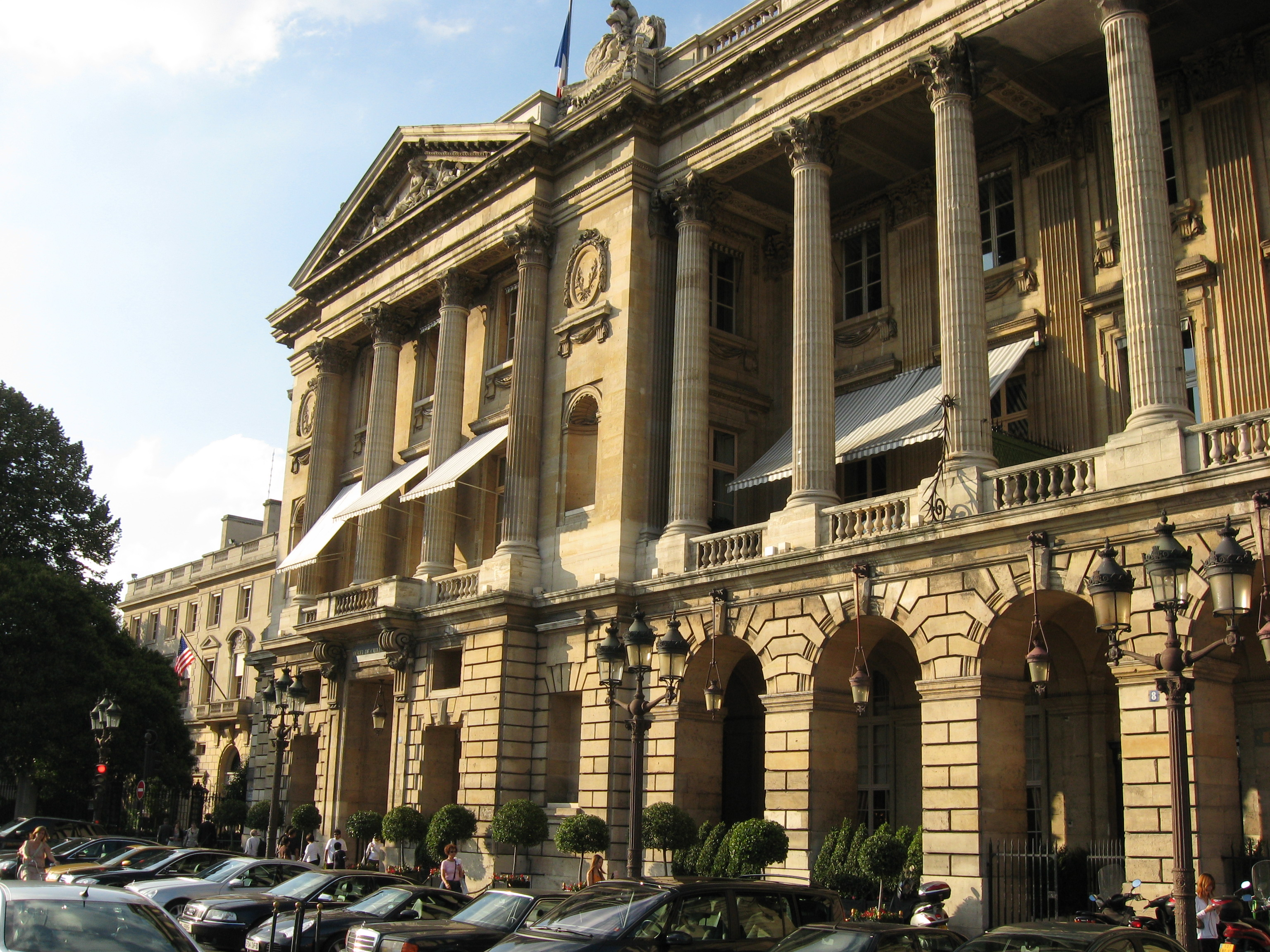
Hôtel de Crillon

Dix fois par an, le dernier mercredi du mois, 280 membres du Siècle sont invités à dîner. Ils se réunissent au Cercle de l'Union interalliée, au 33 rue du Faubourg-Saint-Honoré à Paris. Jusqu'à fin 2013 l'Automobile Club de France, place de la Concorde accueillait ces rencontres. Le repas coûte (en 2020) 82 €, à la charge des membres.
La soirée se déroule traditionnellement en deux phases :
- de 20 h à 21 h : un apéritif ;
- de 21 h à 22 h 45 : un dîner, par groupes de 7[1], autour d’un chef de table, en général un « poids-lourd » du club[1], qui organise le débat. Les plans de table sont dressés par le secrétaire général[1].

Plusieurs scènes du film Fin de concession (2010) de Pierre Carles et Les Nouveaux Chiens de garde (2012) de Gilles Balbastre et Yannick Kergoat, évoquent ces dîners.

## Personnalités liées

### Sociologie des membres
Une étude menée en février 2011 montre que 50 % des membres du Siècle sont diplômés d'un institut d'études politiques. Environ 40 % des membres sont diplômés de l'École nationale d'administration (ENA). Plusieurs cumulent les deux écoles. Environ 25 % ont fréquenté une école d'ingénieurs ou une école de commerce.
En 2020, 20 % des membres étaient des femmes, contre 15 % en 2006. Mais en 2021, 50 % des membres du Conseil d'administration sont des femmes.
Emmanuel Ratier, journaliste et politologue classé à l'extrême droite, qui a publié Faits et Documents et qui est l'auteur d'une enquête sur l'association, s’était intéressé de manière sociologique à la composition de ce club. Selon lui, seulement 15 à 30 % des membres du club seraient francs-maçons. Seul le pouvoir réel attaché au poste ou à la position des candidats entre en ligne de compte pour le recrutement des membres.
Les journalistes Jean Guisnel, Rémi Kauffer et Roger Faligot écrivent que l'attrait premier du Siècle lors de sa création était qu'il était ouvert à tous sous condition de vote, et ne requérait pas d'adhérer à une religion, à une philosophie ou à une obédience particulière.

### Présidents
- Alof de Louvencourt : 18 août 1944 – 31 décembre 1949
- Ludovic Tron : 1er janvier 1950 – 31 décembre 1965
- Pierre Moussa : 1er janvier 1966 – 31 décembre 1968
- Jacques Fauvet : 1er janvier 1969 – 31 décembre 1971
- Marcel Boiteux : 1er janvier 1972 – 31 décembre 1974
- Jérôme Monod : 1er janvier 1975 – 10 septembre 1975
- Pierre Moussa : 11 septembre – 31 décembre 1975
- Jean François-Poncet : 1er janvier – 10 février 1976
- Jacques Fauvet : 11 février 1976 – 31 décembre 1978
- Maurice Ulrich : 1er janvier 1979 – 31 décembre 1981
- Marceau Long : 1er janvier 1982 – 31 décembre 1984
- Simon Nora : 1er janvier 1985 – 31 décembre 1987
- Roger Fauroux : 1er janvier – 18 mai 1988
- Marceau Long : 19 mai 1988 – 31 décembre 1990
- Jean-Claude Paye : 1er janvier 1991 – 31 décembre 1993
- Jacques Rigaud : 1er janvier 1994 – 31 décembre 1996
- Jean Dromer : 1er janvier 1997 – 24 novembre 1998
- Gérard Worms : 1er janvier 1999 – 31 décembre 2001
- Louis Schweitzer : 1er janvier 2002 – 31 décembre 2004
- Renaud Denoix de Saint Marc[6] : 1er janvier 2005 – 31 décembre 2007
- Denis Kessler : 1er janvier 2008 – 31 décembre 2010[30]
- Nicole Notat : 1er janvier 2011 – 31 décembre 2013[19]
- Jean Veil : 1er janvier 2014 – 31 décembre 2016 (démissionnaire) [31]
- Patricia Barbizet : 1er janvier 2017[31] – 31 décembre 2019
- Olivier Duhamel : 1er janvier 2020 – 4 janvier 2021 (démissionnaire)
- Pierre Sellal : depuis le 13 janvier 2021[1]
- Véronique Morali : au 1er janvier 2024 (source association) [1]

### Secrétaires généraux
- Marianne Bérard-Quélin depuis 2022.
- Étienne Lacour : du début des années 1990 après le décès de Georges Bérard-Quélin à 2022. Il était secrétaire général adjoint depuis les année 1980[1].

### Invités ou membres notables

#### Ministère des Finances
- Presque tous les Inspecteurs généraux des finances en activité (114 sur 120 en 2009)[28]
- Thierry Breton (ancien ministre des Finances et grand patron)[6],[30]
- Alain Lamassoure (ancien ministre du Budget)[28]
- Pascal Lamy (ancien inspecteur général des finances, directeur de l’OMC)[30]
- Alain Minc (ancien inspecteur général des finances, essayiste, président de Sanef)[30]
- Christian Noyer (ancien directeur du Trésor, ancien gouverneur de la Banque de France)[32]
- Dominique Strauss-Kahn (ancien ministre des Finances, ancien directeur général du FMI)[6],[30]
- Jean-Claude Trichet (ancien directeur du Trésor, ancien gouverneur de la Banque de France, ancien président de la BCE)[30]

#### Dirigeants d’entreprises et d’établissements financiers privés
- Jacques Attali (conseiller d’État, président de Positive Planet)[28]
- Claude Bébéar (ancien président d’Axa, président de l’Institut Montaigne)[6],[30]
- Antoine Bernheim (dirigeant associé de Lazard)[30]
- Daniel Bouton (ancien directeur du Budget, ancien président de la Société générale)[33]
- Thierry Derez (avocat, président de Covéa)[34]
- Jean-Yves Haberer (ancien PDG du Crédit lyonnais)[35]
- Philippe Oddo (entrepreneur et banquier français, associé-gérant du groupe Oddo BHF)
- Michel Pébereau (ancien président de la BNP Paribas)[6],[30]
- Jean Peyrelevade (dirigeant des banques Suez, Stern, Crédit lyonnais)[30]
- Édouard de Rothschild (banquier et homme d’affaires)[6],[30]

#### Personnalités du monde des affaires et dirigeants d’entreprises publiques
- Jean-Paul Agon (directeur général de L'Oréal)[36]
- Delphine Arnault (administratrice de sociétés et fille de Bernard Arnault)[37]
- Bernard Bigot (haut-commissaire au CEA)[37]
- Pierre-André de Chalendar
- Pierre Bilger[30]
- Bertrand Collomb[30]
- Stéphane Courbit[19],[38]
- Serge Dassault[28]
- Étienne Davignon[30]
- Bertrand Eveno[30]
- Louis Gallois[30]
- Guillaume Pepy[39]
- Antoine Guichard (ancien PDG du Groupe Casino)[35]
- Philippe Jaffré (Elf Aquitaine, Zebank, Alstom)[30],[40]
- Denis Kessler (président de Scor)[41]
- Lisette Mayret[30]
- Jean-Marie Messier (ancien inspecteur général des finances, écarté après le scandale Vivendi)[6],[30]
- Arnaud de Puyfontaine (président du directoire de Vivendi)[30]
- Louis Schweitzer (ancien président du conseil d’administration de Renault, ancien président de la HALDE)[6],[30]

#### Journalistes, éditeurs, presse
- Arlette Chabot[30]
- Emmanuel Chain (journaliste, producteur pour la télévision)[6],[30]
- Jean-Marie Colombani (journaliste, ancien président du Monde)[6],[30]
- Anne-Marie Couderc (Hachette Filipacchi Médias)[6],[30]
- Michèle Cotta (journaliste, ancienne directrice de France 2), première femme acceptée en 1983[6],[30]
- Teresa Cremisi (présidente des éditions Flammarion)[42],[30]
- Alain Duhamel (politologue, chroniqueur à RTL)[41]
- Olivier Duhamel[28] (universitaire, constitutionnaliste) (démissionnaire)
- Michel Field (journaliste sur Europe 1)[43]
- Franz-Olivier Giesbert[6]
- Claude Imbert (journaliste au Point)[6],[30]
- Odile Jacob (éditrice)[6],[30]
- Denis Jeambar (ancien directeur des éditions du Seuil)[6],[30]
- Laurent Joffrin (journaliste et directeur de publication de Libération)[6],[30]
- Serge July (ancien PDG de Libération)[6],[30]
- Étienne Lacour (secrétaire général du Siècle)[6]
- Maurice Lévy (PDG de Publicis Groupe)[6],[30]
- André Lévy-Lang[30]
- Serge Moati (journaliste sur France 5)[28]
- Denis Olivennes (directeur d’Europe 1)[19]
- Sylvie Pierre-Brossolette[30]
- Bernard Pivot[30]
- Patrick Poivre d'Arvor (journaliste et ancien présentateur télévisé à TF1)[6],[30]
- Alain de Pouzilhac (ancien PDG du groupe Havas)[6],[30]
- David Pujadas (journaliste et présentateur télévisé, LCI)[6],[30]
- Alain-Gérard Slama (journaliste au Figaro et à France Culture)[43]
- Anne Sinclair[30] (journaliste et ancienne présentatrice télévisée à TF1)
- Marc Tessier (ancien président de France Télévisions)[6],[30]
- Gérard Worms[30]

#### Personnalités politiques
- Christine Albanel
- Fadela Amara[36]
- Benoist Apparu[37]
- Martine Aubry[30]
- Robert Badinter (démissionnaire)[30]
- Michel Barnier[28]
- Jacques Barrot[28]
- François Bayrou[28],[44]
- Éric Besson[30]
- Michel Bon[30]
- Jeannette Bougrab[37]
- Hervé de Charette[28]
- Jean-Pierre Chevènement[30]
- Jean-François Copé[6],[30]
- Rachida Dati[45],[30]
- Laurent Fabius[6],[30]
- Luc Ferry[30]
- Aurélie Filippetti[46]
- François Fillon[30]
- Élisabeth Guigou[30]
- Adeline Hazan[28]
- Patrick Hetzel[47]
- Martin Hirsch[28]
- François Hollande[28]
- Jean-Paul Huchon[28]
- Anne-Marie Idrac[41],[48]
- Lionel Jospin[6],[30]
- Jean-Pierre Jouyet[49]
- Alain Juppé[28]
- Bernard Kouchner[30],[41]
- Jack Lang[28]
- Noëlle Lenoir[30]
- Corinne Lepage[50]
- Emmanuel Macron[51]
- Charles Millon[28]
- Pierre Moscovici[28]
- Jean-Pierre Raffarin[6],[30]
- Jacques Rigaud[30]
- Nicolas Sarkozy[28]
- Jacques Toubon[28]
- Manuel Valls[28]
- Michel Vauzelle[28]
- Hubert Védrine[30]
- Henri Weber[28]
- Rama Yade[28]

#### Au sein des gouvernements Philippe et Castex
- Édouard Philippe[21]
- Muriel Pénicaud[21]
- Jean-Michel Blanquer[21]
- Gérald Darmanin[21]
- Florence Parly[21]
- Élisabeth Borne[21]
- Sébastien Lecornu[21]
- Emanuelle Wargon[21]
- Amélie de Montchalin[21]
- Agnès Pannier-Runacher[21]
- Jean-Baptiste Djebbari[21]
- Franck Riester[21]
- Clément Beaune[21]
- Alexis Kohler[21]

#### Autres hauts fonctionnaires
- Simon Nora[30]
- Renaud Denoix de Saint Marc (ancien vice-président du Conseil d’État, membre du Conseil constitutionnel)[6],[30]
- Richard Descoings (conseiller d’État, ancien directeur de l’Institut d'études politiques de Paris)[52],[30],
- Michel Gaudin (préfet de police de Paris)[28]
- Simone Rozès[30]
- Olivier Schrameck[30]
- Frédéric Mion (maître des requêtes au Conseil d’État, ancien directeur de l’Institut d'études politiques de Paris)[53]
- Pierre Marion (fondateur et directeur de la Direction générale de la Sécurité extérieure)[54]
- Louis-Charles Viossat[55]

#### Universitaires
- Hélène Ahrweiler[30]
- Anne Levade (professeur des universités, constitutionnaliste)[56]
- Laurent Batsch (président de Dauphine)[57] et de la Fondation Dauphine.
- Christian de Boissieu (économiste)[58]
- Daniel Cohen (économiste)[28]
- Alain Cotta (économiste)[28]
- Élie Cohen (économiste)[28]
- Patrick Hetzel[47]
- Henri Loyrette (ancien président du Louvre)[41]
- Nicolas Molfessis (professeur des universités, civiliste)[59]

#### Gens de lettres, artistes
- Karol Beffa (compositeur, pianiste, professeur à l’École polytechnique, à l’École normale supérieure[37] et au Collège de France).
- Yamina Benguigui (productrice de cinéma et femme politique)[37]
- Pascal Bruckner[60]
- Hélène Carrère d'Encausse[61]
- Françoise Chandernagor[30]
- Marc Lambron[62]
- Bruno Mantovani (compositeur, directeur du Conservatoire national supérieur de musique et de danse de Paris)
- Jean Tulard[28]

#### Membres des organisations patronales et syndicales
- Jean-Christophe Le Duigou (ancien dirigeant de la CGT du corps des finances, puis conservateur des hypothèques)[30]
- Nicole Notat (ancienne dirigeante de la CFDT, puis présidente de Vigeo Eiris)[6],[30],[19]
- Laurence Parisot (ancienne présidente du Medef)[19]
- Ernest-Antoine Seillière (ancien président du Medef)[30]

#### Monde judiciaire
- Stéphane Noël, président du tribunal de grande instance de Paris[20],[13]
- Olivier Schrameck, membre du Conseil supérieur de la magistrature[20],[13]

## Controverses

### Lieu secret et collusion des élites?
Si le Siècle n'est pas secret, le club a vocation à être discret. Le journaliste d'extrême-droite Emmanuel Ratier avait affirmé qu’entre 1944 et un article paru en 1977 dans le journal L'Humanité, son existence n’aurait jamais été une seule fois mentionnée dans un article de journal ou dans un livre ; il reprenait à son compte la thèse de la collusion des élites proposée par Guy Debord dans La Société du spectacle.
En 2012, dans le film Les Nouveaux Chiens de garde, tiré du livre éponyme de Serge Halimi, les réalisateurs Gilles Balbastre et Yannick Kergoat dénoncent le Siècle comme un lieu de collusion entre élites économiques, politiques et médiatiques.
Les sociologues François Denord, Paul Lagneau-Ymonet et Sylvain Thine remarquent cependant dans leur étude du Siècle (2011) que « malgré le halo de mystère qui nimbe ses rencontres, Le Siècle n’est pas une assemblée de comploteurs. Rien de crucial ne s’y conclut et les exemples de transactions nouées entre deux coups de fourchette sont si peu nombreux que la presse les répète inlassablement [lorsqu'il y en a] ».
La journaliste du Monde Marie-Béatrice Baudet, dans un article sur le club en 2021, constate que des grandes fortunes françaises — Bernard Arnault, François Pinault ou Xavier Niel — n'en font pas partie. Selon un communicant, « ils n'ont pas de temps à y perdre », et selon lui « viennent au Siècle, ceux qui espèrent rencontrer des gens intéressants ou ceux qui ont besoin de les rencontrer ». Un avocat, membre du club, indique que « le Siècle fait fantasmer ceux qui en sont exclus. Oui c'est vrai on peut pousser une connaissance en espérant qu'elle vous renverra un jour l'ascenseur mais franchement les véritables manettes du pouvoir sont ailleurs ».

### Une institution sclérosée?
Alain Minc, qui en est membre depuis le début des années 1980, regrette que « L'institution a du mal à se déverrouiller. Pour la génération Internet, Le Siècle c'est du paléolithique. Les patrons de start-up y sont rares ».

### Contre-manifestation

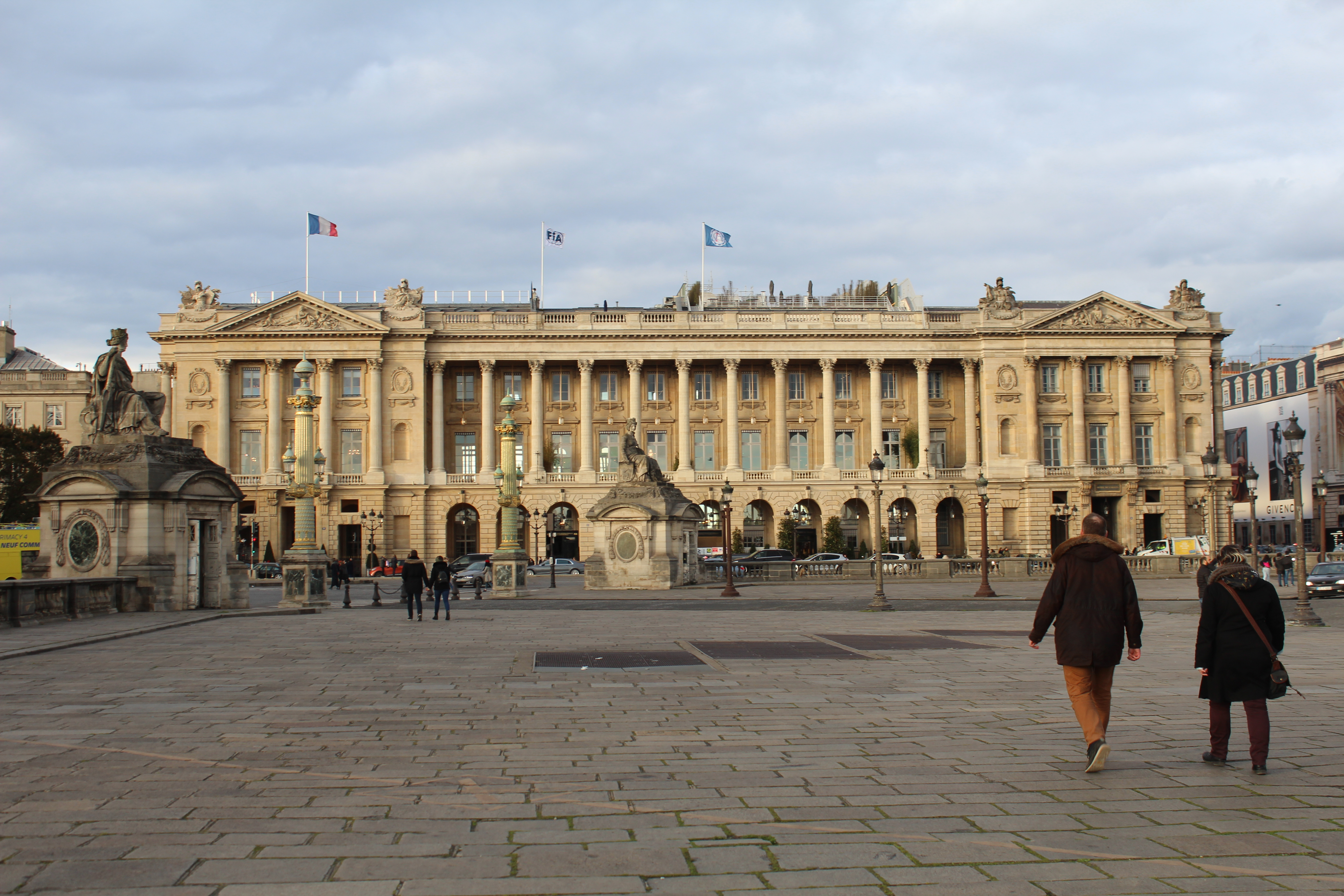
L’hôtel de Crillon qui accueille les dîners du club.

Les rassemblements du Siècle font l'objet de contre-manifestations par des militants. Ainsi, un pique-nique informel était proposé tous les mois, vers 19 h 30, de septembre 2010 à janvier 2011 par le journaliste et réalisateur Pierre Carles et par Michel Fiszbin, ancien président de Zaléa TV et cofondateur de l’association « Pour Voir, Pas Vu », sur la place de la Concorde. Cette contre-manifestation avait pour but de mettre en avant les invités du Siècle et de rappeler les règles de déontologie (Charte des journalistes) aux journalistes présents.
Lors de la contre-manifestation du 24 novembre 2010, plusieurs centaines de personnes manifestent devant l’hôtel de Crillon contre la tenue d’un dîner mensuel. Pendant plus de deux heures, les personnalités participant à ce dîner sont conspuées. La police intervient pour mettre fin à la manifestation et interpelle une soixantaine de personnes (dont un client allemand de l’hôtel de Crillon),.
Depuis novembre 2010, des moyens considérables de sécurité sont mis à disposition sur la place et dans le quartier alentour sur ordre de Michel Gaudin, alors préfet de police de Paris, également membre du club.

### Affaire Olivier Duhamel
En 2021, le président du Siècle Olivier Duhamel est dénoncé dans un livre pour des faits d'inceste, d'agressions sexuelles et de viols sur mineur. Il reconnaît les faits, prescrits, devant la police et démissionne de la présidence.
Deux membres du conseil d'administration du Siècle, Marc Guillaume et Jean Veil, proches d’Olivier Duhamel, au courant de ces faits depuis des années, démissionnent du club.
Le Siècle s’emploie à surmonter le scandale.
Pour le journaliste Laurent Valdiguié, cette affaire jette le discrédit sur le Siècle et remet même en question son existence.

## Dans la culture

### Documentaires
- Fin de concession (2010) de Pierre Carles.
- Les Nouveaux Chiens de garde (2012) de Gilles Balbastre et Yannick Kergoat.